# Nuoto ai Giochi della XXVII Olimpiade - 100 metri stile libero femminili
Si sono svolte 7 batterie di qualificazione. Le prime 16 atlete si sono qualificate per le semifinali.

## Batterie
20 settembre 2000

### 1ª batteria
| Posizione | Atleta                | Paese      | Tempo   |
| --------- | --------------------- | ---------- | ------- |
| 1         | Nicole Hayes          | Palau      | 1:00.89 |
| 2         | Rola El Haress        | Libano     | 1:03.26 |
| 3         | Maria Awori           | Kenya      | 1:06.23 |
| 4         | Nathalie Lee Baw      | Mauritius  | 1:06.67 |
| 5         | Zena Sahely           | Senegal    | 1:07.37 |
| 6         | Supra Singhal         | Uganda     | 1:08.15 |
| 7         | Sanjaajamts Altantuya | Mongolia   | 1:10.22 |
| 8         | Katerina Izmailova    | Tagikistan | 1:19.12 |

### 2ª batteria
| Posizione | Atleta                   | Paese             | Tempo |
| --------- | ------------------------ | ----------------- | ----- |
| 1         | Leah Martindale          | Barbados          | 57.21 |
| 2         | Elina Partoka            | Estonia           | 57.71 |
| 3         | Siobhan Cropper          | Trinidad e Tobago | 57.91 |
| 4         | Lara Hrund Biargardottir | Islanda           | 58.44 |
| 5         | Caroline Pickering       | Figi              | 58.62 |
| 6         | Ekaterina Tochenaya      | Kirghizistan      | 58.80 |
| 7         | Anna Stylianou           | Cipro             | 59.08 |
| 8         | Agnese Ozoliņa           | Lettonia          | 59.28 |

### 3ª batteria
| Posizione | Atleta                | Paese         | Tempo |
| --------- | --------------------- | ------------- | ----- |
| 1         | Olga Mukomol          | Ucraina       | 56.59 |
| 2         | Kirsty Coventry       | Zimbabwe      | 57.47 |
| 3         | Gyongyver Lakos       | Ungheria      | 57.71 |
| 4         | Lara Heinz            | Lussemburgo   | 58.55 |
| 5         | Pilin Tachakittiranan | Thailandia    | 58.69 |
| 6         | Jurate Ladaviciute    | Lituania      | 58.78 |
| 7         | Chantal Gibney        | Irlanda       | 58.79 |
| 8         | Shu-Min Tsai          | Taipei cinese | 59.39 |

### 4ª batteria
| Posizione | Atleta              | Paese         | Tempo |
| --------- | ------------------- | ------------- | ----- |
| 1         | Rania Elwani        | Egitto        | 56.31 |
| 2         | Hanna-Maria Seppälä | Finlandia     | 56.68 |
| 3         | Cristina Chiuso     | Italia        | 57.09 |
| 4         | Florencia Szigeti   | Argentina     | 57.20 |
| 5         | Eileen Coparropa    | Panama        | 57.82 |
| 6         | Monique Robins      | Nuova Zelanda | 57.85 |
| 7         | Tine Bossuyt        | Belgio        | 58.02 |
| 8         | Hee-Jin Jang        | Corea del Sud | 58.77 |

### 5ª batteria
| Posizione | Atleta             | Paese       | Tempo       |
| --------- | ------------------ | ----------- | ----------- |
| 1         | Dara Torres        | Stati Uniti | 55.12       |
| 2         | Sandra Völker      | Germania    | 55.54       |
| 3         | Simika Minamoto    | Giappone    | 55.80       |
| 4         | Karen Pickering    | Regno Unito | 56.08       |
| 5         | Elena Popchenko    | Bielorussia | 56.33       |
| 6         | Antonia Machaira   | Grecia      | 57.24       |
| 7         | Judith Draxler     | Austria     | 57.40       |
| 8         | Antje Buschschulte | Germania    | non partita |

### 6ª batteria
| Posizione | Atleta            | Paese       | Tempo |
| --------- | ----------------- | ----------- | ----- |
| 1         | Jenny Thompson    | Stati Uniti | 55.22 |
| 2         | Martina Moravcová | Slovacchia  | 55.42 |
| 3         | Susan Rolph       | Regno Unito | 55.77 |
| 4         | Louise Joehncke   | Svezia      | 55.91 |
| 5         | Sarah Ryan        | Australia   | 56.05 |
| 6         | Ekaterina Kibalo  | Russia      | 56.97 |
| 7         | Joscelin Yeo      | Singapore   | 57.15 |
| 8         | Ilona Hlaváčková  | Rep. Ceca   | 57.37 |

### 7ª batteria
| Posizione | Atleta            | Paese       | Tempo       |
| --------- | ----------------- | ----------- | ----------- |
| 1         | Inge De Bruijn    | Paesi Bassi | 54.77       |
| 2         | Helene Muller     | Sudafrica   | 55.45       |
| 3         | Therese Alshammar | Svezia      | 55.49       |
| 3         | Wilma Van Rijn    | Paesi Bassi | 55.82       |
| 5         | Laura Nicholls    | Canada      | 56.30       |
| 6         | Xue Han           | Cina        | 56.72       |
| 7         | Susie O'Neill     | Australia   | 57.78       |
| 8         | Marianne Limpert  | Canada      | non partita |

## Semifinali
20 settembre 2000

### 1° semifinale
| Posizione | Atleta            | Paese       | Tempo |
| --------- | ----------------- | ----------- | ----- |
| 1         | Dara Torres       | Stati Uniti | 55.02 |
| 2         | Martina Moravcová | Slovacchia  | 55.06 |
| 3         | Wilma Van Rijn    | Paesi Bassi | 55.28 |
| 4         | Therese Alshammar | Svezia      | 55.31 |
| 5         | Susan Rolph       | Regno Unito | 55.93 |
| 6         | Sarah Ryan        | Australia   | 55.69 |
| 7         | Laura Nicholls    | Canada      | 55.94 |
| 8         | Elena Popchenko   | Bielorussia | 56.40 |

### 2° Semifinale
| Posizione | Atleta          | Paese       | Tempo    |
| --------- | --------------- | ----------- | -------- |
| 1         | Inge de Bruijn  | Paesi Bassi | 53.77 rp |
| 2         | Jenny Thompson  | Stati Uniti | 54.40    |
| 3         | Helene Muller   | Sudafrica   | 55.24    |
| 4         | Simika Minamoto | Giappone    | 55.62    |
| 5         | Karen Pickering | Regno Unito | 55.71    |
| 6         | Rania Elwani    | Egitto      | 55.85    |
| 7         | Louise Joehncke | Svezia      | 55.94    |
| 8         | Sandra Völker   | Germania    | 55.97    |

## Finale
21 settembre 2000
| Posizione | Atleta            | Paese       | Tempo |
| --------- | ----------------- | ----------- | ----- |
|           | Inge de Bruijn    | Paesi Bassi | 53.83 |
|           | Therese Alshammar | Svezia      | 54.33 |
|           | Jenny Thompson    | Stati Uniti | 54.43 |
|           | Dara Torres       | Stati Uniti | 54.43 |
| 5         | Martina Moravcová | Slovacchia  | 54.72 |
| 6         | Helene Muller     | Sudafrica   | 55.19 |
| 7         | Sumika Minamoto   | Giappone    | 55.53 |
| 8         | Wilma Van Rijn    | Paesi Bassi | 55.58 |